# Carmen Giorgetti Cima
Carmen Giorgetti Cima, född 1954, är en italiensk översättare av svensk litteratur, bosatt i Varese.
Giorgetti Cima studerade nordiska språk vid Università degli Studi di Milano, där hon blev fil.dr 1977. Hon blev 1981 gästforskare vid Stockholms universitet, har varit med vid flera seminarier i Sverige samt lett ett italienskt radioprogram om svensk litteratur.
Hon började översätta under sin studietid, och har sedan dess översatt en lång rad författare från svenska till italienska. Hennes första skönlitterära uppdrag var Olof Lagercrantz roman Min första krets. Bland andra författare hon översatt märks Ingmar Bergman, Stig Claesson, Stig Dagerman, Kerstin Ekman, P.O. Enquist, Lars Gustafsson, Pär Lagerkvist, Torgny Lindgren, Håkan Nesser, Agneta Pleijel, Hjalmar Söderberg och Carl-Henning Wijkmark. Hon har också översatt Stieg Larssons Millennium-trilogi för förlaget Marsilio Editori.

## Utmärkelser
- 2008 – De Nios översättarpris
- 2009 – Årets Sverigefrämjare i Italien
- 2011 – Svenska Akademiens tolkningspris